# Buschvitz
Buschvitz település Németországban, Mecklenburg-Elő-Pomeránia tartományban. Lakosainak száma 240 fő (2023. december 31.). Buschvitz Ralswiek és Bergen auf Rügen községekkel határos.

## Népesség
A település népességének változása:
| Lakosok száma | 250  | 245  | 247  | 236  | 240  |
|               | 2017 | 2019 | 2021 | 2022 | 2023 |